# إرنست ساذرلاند
إرنست ساذرلاند (بالإنجليزية: Ernest Sutherland)‏ هو منافس ألعاب قوى نيوزيلندي، ولد في 1894 في بالميرستون نورث في نيوزيلندا، وتوفي في 1936.

## وصلات خارجية
- إرنست ساذرلاند على موقع أوليمبيديا (الإنجليزية)